# Jogador de posição
No beisebol, um jogador de posição (position player) é um jogador que, na defesa, atua como um defensor interno, defensor externo ou receptor. É geralmente todos os jogadores do time exceto o arremessador, que é considerado separado dos jogadores de posição; na Liga Americana, há também o rebatedor designado, que rebate mas não joga em nenhuma posição de defesa, e, portanto, não é um jogador de posição.